# Manbang
Manbang (Hangul: 만방) es una serie de reproductores de medios digitales de propiedad estatal emitidos por el Comité Central de Radiodifusión de Corea del Norte, que ofrecen contenido de primera en forma de canales. Fue creado en respuesta a plataformas de Streaming como Netflix y Roku en el resto del mundo.
El nombre proviene de la palabra coreana 만방 (manbang) que significa "en todas partes" o "en todas direcciones", lo que transmite la naturaleza bajo demanda del servicio. Debido al aislacionismo de Corea del Norte, los usuarios se conectan al servicio no a través de Internet sino a través de la intranet nacional de nombre Kwangmyong, siendo esta controlada por el estado norcoreano utilizando el protocolo IPTV.

## Contenido
Además del servicio de video on demand, se informa que Manbang ofrece a los espectadores la posibilidad de ver transmisiones en vivo de al menos 5 canales:
| # | Canal                                   | Nombre en coreano |
| - | --------------------------------------- | ----------------- |
| 1 | Televisión Central de Corea             | 조선중앙텔레비죤  |
| 2 | Mansudae Television                     | 만수대 텔레비죤   |
| 3 | Ryongnamsan Television                  | 룡남산텔레비죤    |
| 4 | Televisión Deportiva                    | 체육텔레비죤      |
| 5 | Radiodifusión Central (La voz de Corea) | 중앙방송          |

Los usuarios también pueden encontrar información política sobre el Líder Supremo y la ideología Juche, y leer artículos del periódico Rodong Sinmun y la Agencia Central de Noticias de Corea (KCNA). 
Los servicios de educación para trabajadores para empresas norcoreanas también están disponibles a través del servicio Manbang.